# Kirsten Hüttemeier
Kirsten Hüttemeier (født 9. juni 1914 i København, død 15. marts 2003 i Skagen) var en dansk kogebogsforfatter, brevkasseredaktør og tv-vært. I alt udgav Hüttemeier 54 kogebøger.

## Historie
Hüttemeier grundlagde sin interesse for mad på Mariaforbundets Husholdningsskole 1930-1932 og blev uddannet husholdningslærerinde fra Birgitte Berg Nielsens Husholdningsseminarium i 1934. Hun arbejdede en overgang som demonstratice for flere virksomheder og blev siden tilknyttet Alfa Margarine, som hun holdt foredrag om for husmødre. I 1936 udgav hun sin første kogebog. Fra 1938 til 1943 var hun ansat ved Tørsleffs Husmoderservice, hvor hun var med til udvikle virksomhedens telefonservice. Samtidig udarbejdede hun Tørsleffs kogebøger som Den grønne Syltebog, der med 1,5 mio. solgte eks. blev Danmarks mest solgte kogebog. Senere samme år fulgte Den blå Bagebog og i 1939 Den røde Kogebog, der også blev massive salgssuccesser.
Efter tiden hos Tørsleffs arbejdede Hüttemeier på freelancebasis og udgav Sylt uden Sukker og Jule Mad – Jule Knas – Jule Bagning, der var tilpasset 2. verdenskrigs rationerede vareudbud. I 1949 fulgte Børnenes kogebog, og sideløbende arbejdede hun som konsulent, demonstratrice og tester af produkter for diverse virksomheder. Fra 1952 til 1957 arbejdede hun for Irma, der under Børge Olsens ledelse stod for en fornyelse af dansk dagligvarehandel. I 1954 bagte Kirsten Hüttemeier brunkager og lavede konfekt i Nørrebros Teater for Irma, mens skuespillerne optrådte. Hun skrev desuden for flere blade og aviser som Femina, Ude og Hjemme, Nationaltidende og Fyens Stiftstidende. Det blev dog som madskribent i Familie Journalen, at hun for alvor blev kendt. Her var hun fra 1962 fast skribent og fra 1970 tillige brevkasseredaktør – helt frem til 2000. Fra 1957 til 1962 arbejdede hun med bagedemonstrationer og -opskrifter for Munke Mølle og i 1963 udgav hun kogebogen Frysemad, der kom i flere udgaver. Fra 1963 til 1968 var hun konsulent for Tupperware, der var stærkt kritiseret af Statens Husholdningsråd.
I 1952 introducerede Hüttemeier tv-køkkenet på dansk tv og i 1995 debuterede hun som tv-kok med sit eget program, Hüttemeiers madmagasin på TV 2. Her holdt hun traditionerne i hævd med rigeligt af fede ingredienser som kaffefløde, smør og bacon og blev til en kultfigur, der også blev flittigt parodieret i flere revyer. Det var også i TV 2-programmerne, hun lancerede skåneærmerne, der var overtræksærmer.

### Privat
Hüttemeier var gift to gange: med bogtrykker Henning Johnsen (1913-1974) fra 1938-1941 og fra 1945 med museumsdirektør Eigil Robert Hirschsprung Brünniche (1906-1995). Hun fik ingen børn. Kirsten Hüttemeier er begravet på Garnisons Kirkegård på Østerbro i København.